# Fernando Álvarez (futbolista colombiano)
Fernando Antonio Álvarez Amador (Nueva York, Estados Unidos; 24 de agosto de 2003) es un futbolista colombiano nacido en Estados Unidos que juega de defensa en el  CF Montréal de la MLS, actualmente está a préstamo en Lanús de la Primera División de Argentina. Es internacional sub-20 por Colombia y anteriormente fue sub-18 por México.

## Trayectoria
Álvarez comenzó su carrera en las inferiores del Pachuca mexicano, y en 2022 fue promovido al Pachuca Premier de la Serie A de México.

## Selección nacional
Nacido en Estados Unidos, de padre colombiano y madre mexicana, Álvarez fue juvenil por México y desde 2022 por Colombia.
Fue citado al Campeonato Sudamericano Sub-20 de 2023.

## Estadísticas
Actualizado al último partido disputado el 5 de enero de 2023.
| Club                     | Div.          | Temporada     | Liga  | Liga  | Copas nacionales | Copas nacionales | Copas internacionales | Copas internacionales | Total | Total |
| Club                     | Div.          | Temporada     | Part. | Goles | Part.            | Goles            | Part.                 | Goles                 | Part. | Goles |
| ------------------------ | ------------- | ------------- | ----- | ----- | ---------------- | ---------------- | --------------------- | --------------------- | ----- | ----- |
| Pachuca Premier · México | 3.ª           | 2022-23       | 9     | 0     | 0                | 0                | —                     | —                     | 9     | 0     |
| Pachuca Premier · México | Total club    | Total club    | 9     | 0     | 0                | 0                | 0                     | 0                     | 9     | 0     |
| Total carrera            | Total carrera | Total carrera | 9     | 0     | 0                | 0                | 0                     | 0                     | 9     | 0     |